# Hongarije op de Olympische Winterspelen 1924
Tijdens de Olympische Winterspelen van 1924 die in Chamonix, Frankrijk, werden gehouden nam Hongarije deel en was hierdoor een van de zestien landen die aan deze eerste Olympische winterspelen deel nam.
De Hongaarse delegatie bestond uit dertien ingeschreven deelnemers waarvan er vier in twee skisporten aan de spelen deelnamen. Deze deelnemers wisten geen medailles te winnen.

## Deelnemers en resultaten

### Langlaufen
| Olympiër      | Discipline | Resultaat | Prestatie |
| ------------- | ---------- | --------- | --------- |
| István Déván  | 18 km      | 31e       | 1:50.20,8 |
| Béla Szepes   | 18 km      | dnf       | opgave    |
| Ferenc Németh | 50 km      | 20e       | 6:16.32   |

De ingeschreven Aladar Haberl nam niet deel bij de 18 kilometer. 

### Noordse combinatie
| Olympiër      | Discipline | Resultaat | Prestatie                                           |
| ------------- | ---------- | --------- | --------------------------------------------------- |
| István Déván  | mannen     | dnf       | 18 km: 2.125 (1:50.20); schans: niet gestart        |
| Aladár Háberl | mannen     | dnf       | 18 km: niet gestart; schans: 11.530 (33,0 + 20,0 m) |
| Béla Szepes   | mannen     | dnf       | 18 km: niet gestart; schans: 10.470 (39,5 m + val)  |

István Déván, Aladár Háberl en Béla Szepes waren ook ingeschreven voor het schansspringen, maar startten niet in deze discipline. István Déván was ook nog ingeschreven bij het bobsleeën.
De kunstschaatser Andor Szende (mannen), de langlaufer W. Delmar (18 km) en de bobsleeërs C. Csepely, B. Gyurkovich, J. Hutnner, A. Kohler, E. Pereti, R. Schwabl en F. Szirtes kwamen niet in actie op de spelen.
België · Canada · Finland · Frankrijk · Groot-Brittannië · Hongarije · Italië · Joegoslavië · Letland · Noorwegen · Oostenrijk · Polen · Tsjecho-Slowakije · Verenigde Staten · Zweden · Zwitserland